# СССР-3
«СССР-3» — стратосферный аэростат, построенный в Советском Союзе.

## История
После созданных в Советском Союзе стратостатов «СССР-1» и «СССР-2», в 1934 году под патронажем военного ведомства началось создание стратостата «СССР-3». Он был построен в 1935 году.
Объём оболочки нового стратостата составлял 157 000 м³, что позволяло рассчитывать на достижение максимальной расчетной высоты полета — 25 — 27 километров. Его оболочка была изготовлена из ткани московской фабрики «Красная роза»: двухслойного прорезиненного шелка (в верхней части ткань имела четыре слоя). После пожара оболочки «СССР-2» признавалось, что ткань, покрытая серебристой краской, сильно электризуется и становится пожароопасной. Поэтому для «СССР-3» использовалась неокрашенная, прорезиненная ткань желто-золотистого цвета.
Гондола стратостата была трёхместная, герметическая, изготовлена на Московском авиазаводе № 39, её диаметр составлял 2,5 метра. Снаружи гондола была обшита перкалем. В нижней её части крепился балласт в виде пятисот килограммов дроби. Средства спасения экипажа стратостата включали один специальный гондольный парашют, снабженный шелковыми стропами длиной 36 метров и три индивидуальных парашюта для каждого члена экипажа. Питание кислородом было рассчитано на 45 часов полёта для комплекта групповых баллонов и на 15 часов для индивидуальных баллонов. Общий вес стратостата «СССР-3» составлял 4,5 тонны.
Экипаж стратостата состоял из трёх аэронавтов: командир полковник Г. А. Прокофьев, инженер В. А. Семёнов (начальник кафедры воздухоплавания Военно-воздушной академии им. Жуковского) и военный инженер 2-го ранга Ю. П. Прилуцкий.
Для отрыва стратостата от земли требовались особые погодные условия. Высота «СССР-3» при отрыве от земли составляла 123 метра, поэтому на протяжении всего времени старта был необходим штиль или слабый ветер со скоростью до 2-3 м/с вплоть до высоты над землей 150 м. Стратостат после готовности в 1935 году неоднократно пытались запустить, ловили погоду, но безуспешно: ветер даже в 3 м/с превращал подготовку старта в рискованное мероприятие. Пытались взлететь из оврага, специалисты предлагали «надёжные» безветренные места в Энгельсе, Вольске, на Николиной горе под Москвой (площадка в 16 км восточнее Звенигорода, окаймлённая возвышенностью до 60-80 м). Складывающаяся ситуация начинала нервировать советское руководство. И 23 августа 1935 года последовало постановление СНК № 1872 «О полетах в стратосферу», которое утвердил Председатель Совета В. М. Молотов: запретить все полёты в стратосферу без особого разрешения Центрального комитета и Совета народных комиссаров. 10 сентября 1935 года нарком обороны К. Е. Ворошилов на докладе Я. И. Алксниса о готовности стратостата «СССР-3» к полету наложил резолюцию: «Полёт запретить. Если кто хочет летать, пусть сначала как следует подготовится, а потом уже „горит желанием получить орден“».
Летом 1937 года стратостат твёрдо решили запустить. «СССР-3» за прошедшие почти два года модернизировали. Основной смысл модернизации сводился к уменьшению высоты стратостата в процессе наполнения оболочки. Остановились на варианте, в котором на оболочку надевалась особая укорачивающая сетка-корсет, придающая всей системе большую неподвижность. Снималась сетка-корсет выдёргиванием специальной стропы, его работоспособность подтвердилась в ходе многократных испытаний. Заменили электропроводку, часть приборов. Сетку для уменьшения высоты изготовили на авиазаводе № 84, теперь высота стратостата при запуске составляла 40-50 м. Гондолу для обеспечения аварийного спуска оснастили парашютом.
14 мая 1937 года Прокофьев доложил командующему ВВС Алкснису о готовности «СССР-3» к старту. В ночь на 3 сентября 1937 года была предпринята попытка старта. Однако соблюдение повышенных мер безопасности привело к тому, что наполнение оболочки газом затянулось, и вместо назначенного времени 4:00 стратостат был наполнен только к 5:00. Ветер к этому времени усилился до 4-5 м/с, поэтому полёт отменили, газ выпустили, оболочку снизили.
Утром 18 сентября 1937 года, в 7 часов 50 минут, на летном поле воздухоплавательного дивизиона в Кунцево в присутствии Яниса Алксниса стратостат «СССР-3» вновь наполнили водородом. По причине повышенной влажности к гондоле подвесили увеличенный балласт — стартовый вес стратостата составил 5534 кг вместо 4894 кг. Но в самый момент старта система полного раскрытия оболочки не сработала: стягивающая  сетка-корсет заела, стропа разрывного полотнища не вышла из разбухшей от влаги заплетённой косы. На шаре-прыгуне послали наверх красноармейца, который разрезал стропу, и началось полное раскрытие стратостата одновременно с отрывом от земли. Вероятно, при этом произошло самопроизвольное вскрытие разрывного полотнища оболочки, никем не замеченное. На высоте 700—800 м, когда стратостат полностью раскрылся, наблюдатели с земли отметили начало его снижения, сначала медленного, затем всё более ускоряющегося. Через 15 минут после старта «СССР-3» с вертикальной скоростью 7-8 м/с (по другим данным, 10-12 м/с) приземлился в четырёх километрах от места старта на стадионе авиазавода № 22 в районе Филей. В момент аварийного приземления экипаж получил ранения, повлекшие за собой внутренние повреждения — всех троих аэронавтов (Г. А. Прокофьев, Ю. П. Прилуцкий и В. А. Семёнов) доставили в Кремлёвскую больницу. У Прокофьева были повреждены два позвонка, разбита ступня, появилась временная атрофия кишечника. У остальных — смещение позвонков, трещины в рёбрах.
Комиссия, расследовавшая аварию «СССР-3», определила:

«…причиной аварии является самопроизвольное вскрытие разрывного полотнища. Предполагается, что расцепление косы (разрывной вожжи) вследствие её намокания во время старта (стопроцентная влажность воздуха) происходило с трением, по величине равным усилию, требуемому для вскрытия разрывного полотнища.»
После неудачи «СССР-3» попытки побития рекорда высоты, установленного стратостатом «Осоавиахим-1», были прекращены. Через два месяца после аварийного старта арестовали начальника ВВС Я.И.Алксниса, а после него никто не смог решиться на осуществление столь рискованных мероприятий, каковыми являлись запуски стратостатов.